# Les Causses et les Cévennes
Les Causses et les Cévennes, paysage culturel de l’agro-pastoralisme méditerranéen (deutsch: Die Causses und die Cevennen, Kulturlandschaft des mediterranen Agropastoralismus) ist ein Gebiet im Süden Frankreichs, das seit 2011 unter diesem Namen als Weltkulturerbe der UNESCO eingetragen ist. Die Kulturlandschaft besteht aus Teilen des Cevennengebirges und umfasst den östlichen Teil der Causses, bei denen es sich um Kalk-Hochebenen handelt. Das Kerngebiet umfasst eine Fläche von 3023 km² in den Départements Aveyron, Gard, Lozère sowie im geringen Maße im Département Hérault und überschneidet sich teils mit dem Nationalpark Cevennen. Als in kultureller Hinsicht bedeutend gilt die agropastorale (Feldbau und Viehhaltung kombinierende) Verwendung des kargen Bodens.

## Geografie und Kultur

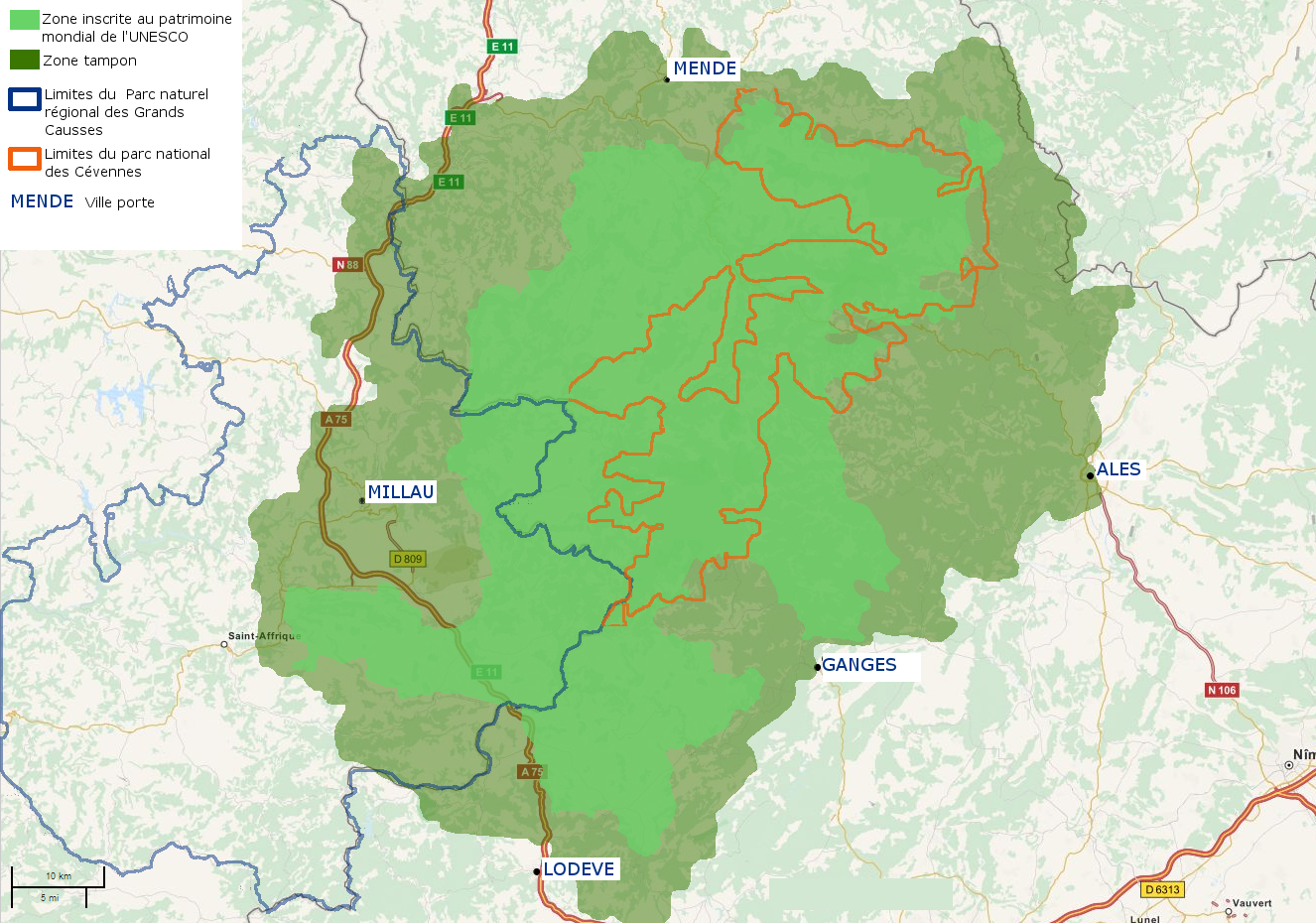
Übersichtskarte; die Kernzone ist in hellgrün, die Außenzone dunkelgrün dargestellt. In orange die Grenzen des Nationalparks Cevennen, in blau die des Naturparks Grandes Causses

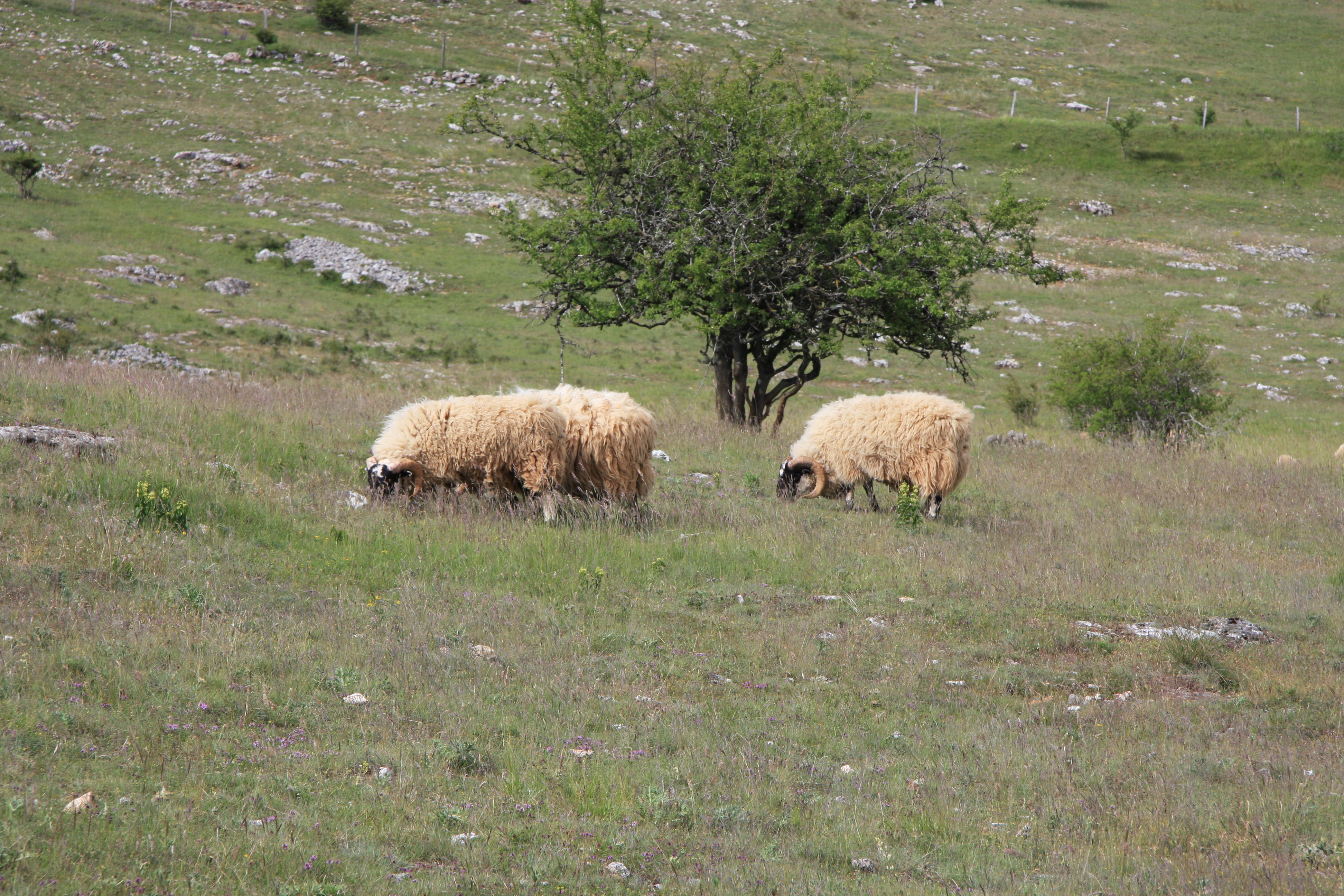
Weidende Schafe auf dem Causse Méjean

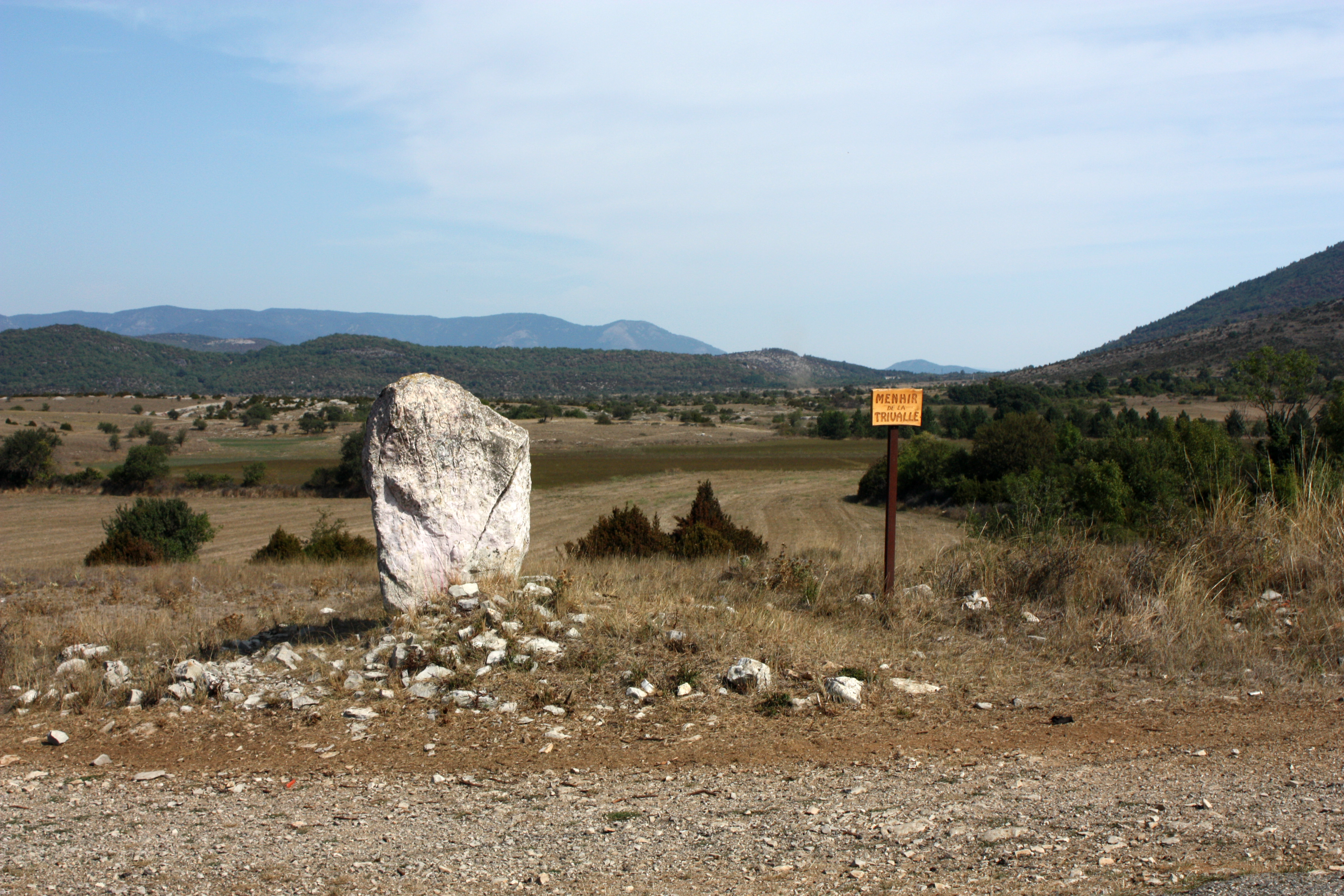
Menhir auf der Hochebene Causse de Blandas

Das 3023 km² große Kerngebiet des Weltkulturerbes umfasst eine äußerst dünn besiedelte Gebirgsregion, deren Boden für klassische Formen der Landwirtschaft kaum geeignet ist. So umfasst sie keinerlei Städte – Florac und Lasalle als größte Ortschaften haben rund 2000 bzw. 1000 Einwohner – und Feldbau spielt eine verhältnismäßig geringe Rolle, beinhaltet jedoch eine Vielzahl an kleinen Ortschaften und zeichnet sich insbesondere durch die Schafzucht aus. Landschaftlich handelt es sich um ein Mittelgebirge, welches von tiefen Schluchten entlang von Flusstälern durchzogen wird und daneben die Kalk-Hochebenen der Causses umfasst. Letztlich stellen die Cevennen den südlichsten Teil des Zentralmassivs dar. Zu den Flüssen zählen unter anderem Tarn und Vis. Bekannte Berge sind der Mont Lozère und der Mont Aigoual. Das Kerngebiet wird ergänzt durch die 3124 km² große Außenzone, zu welcher auch Mittel- und Kleinstädte wie Alès, Millau, Mende und Le Vigan gehören. Sowohl Kern- als auch Außenzone werden von der Autoroute A75 durchquert.
Seit drei Jahrtausenden sind Formen des Agropastoralismus für die Region belegt, wobei besonders die Schafzucht von Bedeutung war und ist. Heutzutage steht die Verwendung Schafsmilch für die Produktion des Roquefort im Vordergrund. Dabei werden nicht-intensive Formen der Landwirtschaft besonders gefördert. Die genauen Formen der Bodennutzung lassen sich in Agropastoralismus (Feldbau und Viehzucht) und einen verstärkten Bezug auf die Viehzucht unterteilen, wobei letztere sich weiterhin in sesshafte und nicht vollständig sesshafte Formen trennen lässt. Vor allem in der Region um den Mont Lozère hat sich bis ins 21. Jahrhundert die halb-sesshafte Wirtschaftsform der Transhumanz gehalten; dabei wandern Hirten in einem saisonalen Rhythmus mit ihren Schafherden zwischen verschiedenen Weiden.

## Aufnahme ins Weltkulturerbe
Bereits 1970 entstand der Nationalpark Cevennen und 1985 wurde die Region in das Man and the Biosphere Programme der UNESCO aufgenommen. Die Aufnahme ins Weltkulturerbe erfolgte am 28. Juni 2011. Dabei waren die Kriterien III und V von zentraler Bedeutung. Das dritte Kriterium verlangt die Darstellung eines außergewöhnlichen Zeugnisses einer kulturellen Tradition. Demnach stehen die Causses und die Cevennen in besonderer Weise für die im Mittelmeerraum zumindest historisch sehr verbreiteten Bewirtschaftungsformen des Agropastoralismus. Diese Tradition ist in dieser speziellen Region gut erhalten geblieben und in den letzten Jahrzehnten weiter gefördert worden. Hinzu kommt das fünfte Kriterium, wonach es sich um ein hervorragendes Beispiel für eine menschliche Siedlungsform, Boden- oder Meeresnutzung handeln muss. Das Komitee der UNESCO berief sich hierbei auf den Agropastoralismus als besondere Bodennutzungsform mit einer prägenden Auswirkung auf die Landschaft. Am 11. April 2012 gründeten die vier beteiligen Départements Aveyron, Gard, Lozère und Hérault eine Arbeitsgemeinschaft namens Entente Interdépartementale Causses & Cévennes, die sich unter anderem mit der Erhaltung und der Außendarstellung des Weltkulturerbes befassen soll.